# 高山運輸区

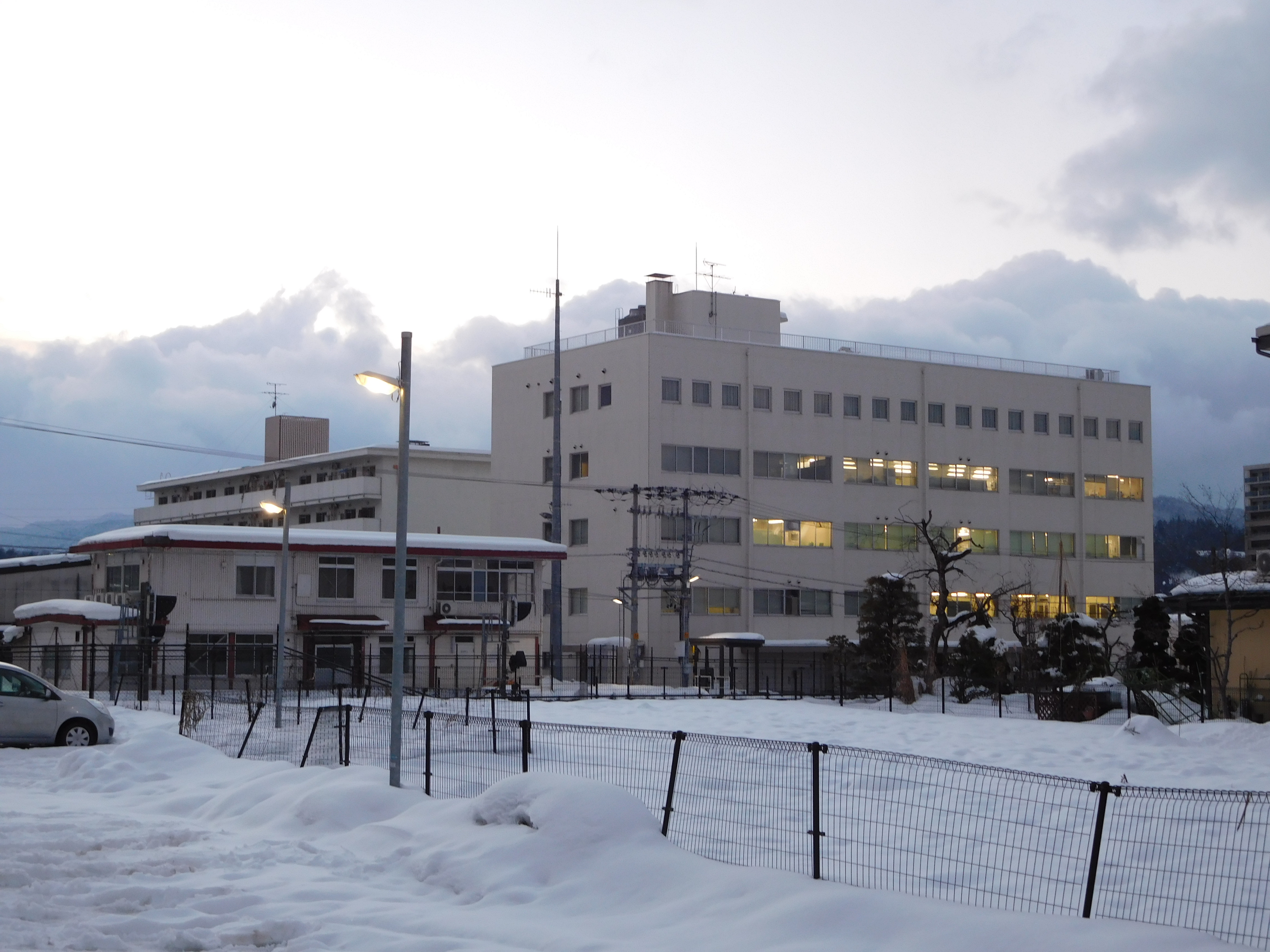
高山運輸区

高山運輸区（たかやまうんゆく）は、岐阜県高山市にある東海旅客鉄道（JR東海）東海鉄道事業本部管轄の運転士・車掌が所属する乗務員区所である。

## 歴史
- 1934年（昭和9年）10月 - 高山機関庫が発足。蒸気機関車3形式27輌が配置。
- 1936年（昭和11年）9月 - 高山機関区に改称。
- 19xx年 - 高山車掌区が発足。
- 1969年（昭和44年）10月 - 高山本線無煙化により機関区の給炭設備を解体。動力車は美濃太田機関区に集約されたため乗務員区になる。
- 1981年（昭和56年）10月31日 - 機関区の高架貯水槽が改装される。
- 1986年（昭和61年）11月1日 - 高山車掌区を廃止、美濃太田車掌区高山支区に格下げ。
- 1987年（昭和62年）
  - 3月1日 - 高山機関区から高山運転区に改称[1]。
  - 4月1日 - 国鉄分割民営化により東海旅客鉄道に移管。
- 1988年（昭和63年）2月1日 - 高山運転区と美濃太田車掌区高山支区が統合し、高山運輸区が発足。
- 1993年（平成5年）3月 - 扇形車庫および転車台を解体。
- 1993年（平成5年）12月17日 - 高架貯水槽が解体され、蒸気機関車時代のシンボルが消滅した。

## 所属車両

### 高山機関区時代
- 蒸気機関車[2]
- 6760形 -（在籍1934年 - 1943年）
- 8620形 -（在籍1934年 - 1942年）
- 9600形 -（在籍1934年 - 1968年）
- 1000形 -（在籍1938年 - 1940年）
- C58形 -（在籍1941年 - 1969年）
- 2400形 -（在籍1946年 - 1948年）
- D51形 -（在籍1959年 - 1969年）

## 乗務範囲
- 高山本線 運転士：岐阜〜猪谷　車掌：名古屋〜猪谷